# Lucas Triviño
Lucas Exequiel Triviño Rodríguez (La Plata, Argentina, 24 de abril de 1992) es un futbolista argentino nacionalizado chileno que juega como delantero.

## Carrera
Se inició a los 4 años en Agrupación Gimnasista de Los Hornos, de su barrio. A los 13, un coordinador de Estudiantes LP lo llevó a prueba y quedó, pero fue hasta los 16, cuando llegó Claudio Vivas y quedó libre. Después de un año sin jugar, a los 17, fue a Club Atlético Villa San Carlos, y a los 18 llegó a Chile.
Hizo las inferiores en el Club Deportivo Ñublense y debutó en el profesionalismo en el año 2010, donde luego pasó a integrar diversos equipos del fútbol chileno.

## Trayectoria
Se inició en las divisiones inferiores del cuadro chillanejo teniendo grandes participaciones, lo que llevó que el año 2009 se integre al primer equipo del elenco rojo. Debutó profesionalmente el 27 de julio del 2010 en un partido contra Unión La Calera ingresando en el minuto 45' reemplazando a Luis Flores. Desde el 2012 ha participado en varios partidos jugando en la Primera B y fue uno de los jugadores importantes en la campaña para lograr el ascenso. El 2013 se consolida en el equipo con el técnico Carlos Rojas teniendo grandes participaciones en la Primera División y también marcando goles importantes por la Copa Chile y en el torneo frente a la Universidad de Chile.

## Clubes
| Club                         | País  | Año       |
| ---------------------------- | ----- | --------- |
| Ñublense                     | Chile | 2010-2011 |
| Trasandino de Los Andes      | Chile | 2012-2013 |
| Ñublense                     | Chile | 2013-2017 |
| → San Antonio Unido (cedido) | Chile | 2014-2015 |
| → San Antonio Unido (cedido) | Chile | 2015-2016 |
| Malleco Unido                | Chile | 2018-2019 |
| Cobreloa                     | Chile | 2020      |
| Colchagua                    | Chile | 2021      |